# یون هی سوک
یون هی سوک (کره‌ای: 윤희석؛ زادهٔ ۱۹ فوریه ۱۹۷۵) بازیگر اهل کره جنوبی است.

## فیلم‌شناسی
- گزیده فیلم‌شناسی

### فیلم
- شب غیرمنتظره (۲۰۰۶)

### مجموعه تلویزیونی
- ماهی جنگلی (۲۰۱۰)
- دکتر اسب (۲۰۱۲)
- دو هفته (۲۰۱۳)
- خدمتکار مشکوک (۲۰۱۳)
- تفنگدار چوسان (۲۰۱۴)
- همه چیز دربارهٔ مادرم (۲۰۱۵)
- ملکه مرموز (۲۰۱۷)
- دمای عشق (۲۰۱۷)
- کمتر از شیطان (۲۰۱۸)[۶]
- خنده در وایکیکی ۲ (۲۰۱۹)
- فروشگاه پگاسوس (۲۰۱۹)
- لمس (۲۰۲۰)
- دایی (۲۰۲۱)[۷]